# Escuela Harvard Kennedy

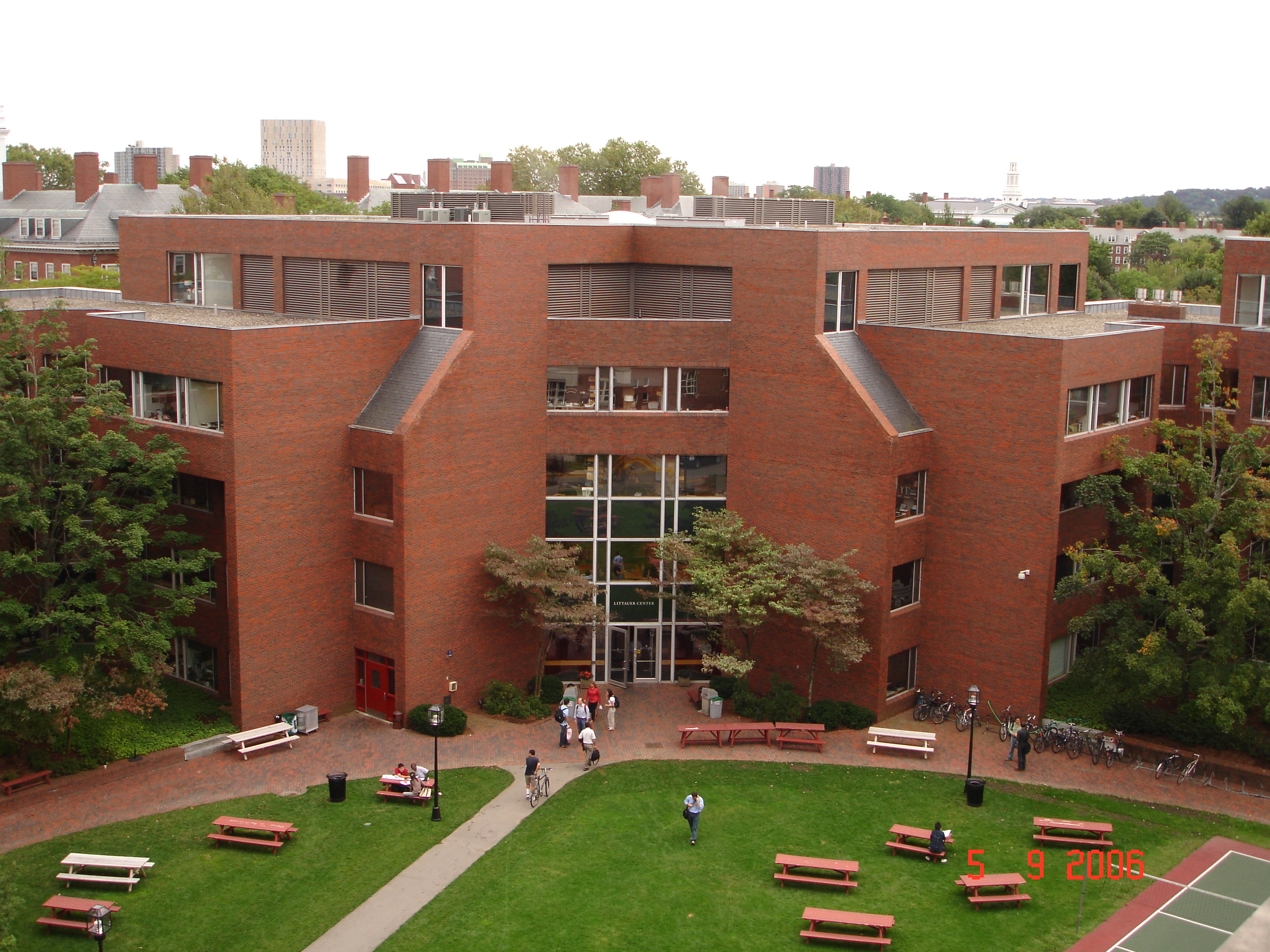
Edificio Littauer, Escuela de Gobierno John F. Kennedy.

La Escuela Harvard Kennedy, conocida también como Escuela de Gobierno John F. Kennedy es una de las doce escuelas de la Universidad de Harvard que imparten programas de posgrado. Se dedica a entrenar líderes públicos y a hallar soluciones a los desafíos de política pública a través de enseñanza avanzada, investigación y extensión. Fue establecida en 1936 con el nombre de Escuela de Postgrado en Administración Pública, y rebautizada posteriormente como Escuela de Gobierno John F. Kennedy.
La escuela es la primera institución en el mundo en consagrarse al estudio de las políticas públicas y el gobierno. Se mantiene a la vanguardia de la educación en política pública en los Estados Unidos y en el mundo.
La Escuela Kennedy ofrece programas de maestría, siendo los más conocidos los MPA (Master of Public Administration) y, en cooperación con la Escuela de Posgrado de Artes y Ciencias, ofrece programas de doctorado. La escuela comprende diez centros e institutos de investigación y más de una docena de programas ejecutivos.
Es una de las nueve escuelas de Harvard, y de todas ellas es la que mejor representa el componente de diversidad internacional. El 40% de sus estudiantes son extranjeros, representando a alrededor de 70 países. Cuenta con 16.000 exalumnos en 120 países.[cita requerida]

## Vida estudiantil
Hay una vida estudiantil activa, a pesar de que la mayoría de los estudiantes no suelen permanecer en la escuela más de dos años. La mayor parte de las actividades se centran alrededor de 'caucus' estudiantiles de temas de interés, periódicos producidos por estudiantes (The Citizen), revistas de políticas editadas por estudiantes, y varios grupos deportivos.
Los estudiantes pueden unirse al Gobierno de estudiantes graduados de Harvard, coloquialmente conocido como "el HGSG" y anteriormente conocido como el "Consejo de Graduados de Harvard" o "HGC", que es el gobierno estudiantil representativo de todas las escuelas de graduados de la universidad. El HGSG es responsable de abogar por las preocupaciones de los estudiantes a los administradores centrales - incluyendo al Rector de la Universidad de Harvard, el Provoste, los Decanos de Estudiantes, y los decanos de los cerca de 15.000 estudiantes de posgrado, la organización de grandes iniciativas y eventos de toda la universidad, la administración y proporcionar fondos para grupos de estudiantes a nivel universitario (USG), y representar a la población de estudiantes graduados de Harvard en otras universidades y organizaciones externas. El HGSG es bien conocido por la creación y ejecución de las iniciativas de promoción y eventos centrados en el movimiento "One Harvard".
El patio entre los edificios principales de la escuela Kennedy es una atracción clave para los estudiantes, que se reúnen allí para trabajar en sus tareas, almorzar o relajarse. Durante los meses más cálidos, la Escuela frecuentemente patrocina eventos de cerveza y barbacoa que dan a los estudiantes la oportunidad de socializar. Durante los meses más fríos, "Quórum Calls" se llevan a cabo en uno de los atrios interiores, para celebrar el final de cada semana de cursos de HKS con amigos.

## Profesores destacados
- Graham Allison
- Ashton Carter
- Richard A. Clarke
- Ricardo Hausmann
- Michael Ignatieff
- Joseph Nye
- George Papandreou[7]
- Michael Porter
- Samantha Power
- Robert Putnam
- Carmen M. Reinhart
- Dani Rodrik
- John Ruggie
- Juan Manuel Santos
- Lawrence Summers
- Stephen Walt
- Marilyn Waring
- Robert B. Zoellick
- Felipe Calderón Hinojosa

A Kenneth Roth, líder durante 29 años de la ONG estadounidense de los derechos humanos Human Rights Watch, se le denegó en 2022 un puesto de investigador senior en el Centro Carr de Derechos Humanos de la Kennedy School por sus críticas al Estado de Israel. Muchos de los principales donantes de la Kennedy School son firmes partidarios del Estado de Israel.